# Этнодемография
Этнодемогра́фия — наука на стыке этнологии (этнографии) и демографии, изучающая структуру, изменения численности, расселение и миграцию этнических общностей. Возникла из взаимного интереса этнографов к демографии при оценке причин изменения численности этнических общностей, а также демографов к этнологии (этнографии) при оценке этнического фактора в таких демографических показателях как рождаемость, смертность, миграция и т.п.

## История
Этнодемография — сравнительно молодая научная отрасль, отдельные работы по этой тематике начали появляться лишь в первой половине XX века. Во второй половине наиболее крупные исследования проводились в России, что позволило издать большое количество важнейших обобщающих и специфически-региональных научных работ (см. Библиографию).